# Minnesingerzy
Minnesingerzy lub minnesängerzy – średniowieczni niemieckojęzyczni arystokratyczni poeci liryczni i muzycy XII-XIV w. Piewcy miłości i piękna, którzy wykonywali sami swe ballady i pieśni, tworzone pod wpływem francuskich trubadurów. Prowadzili wędrowny tryb życia.

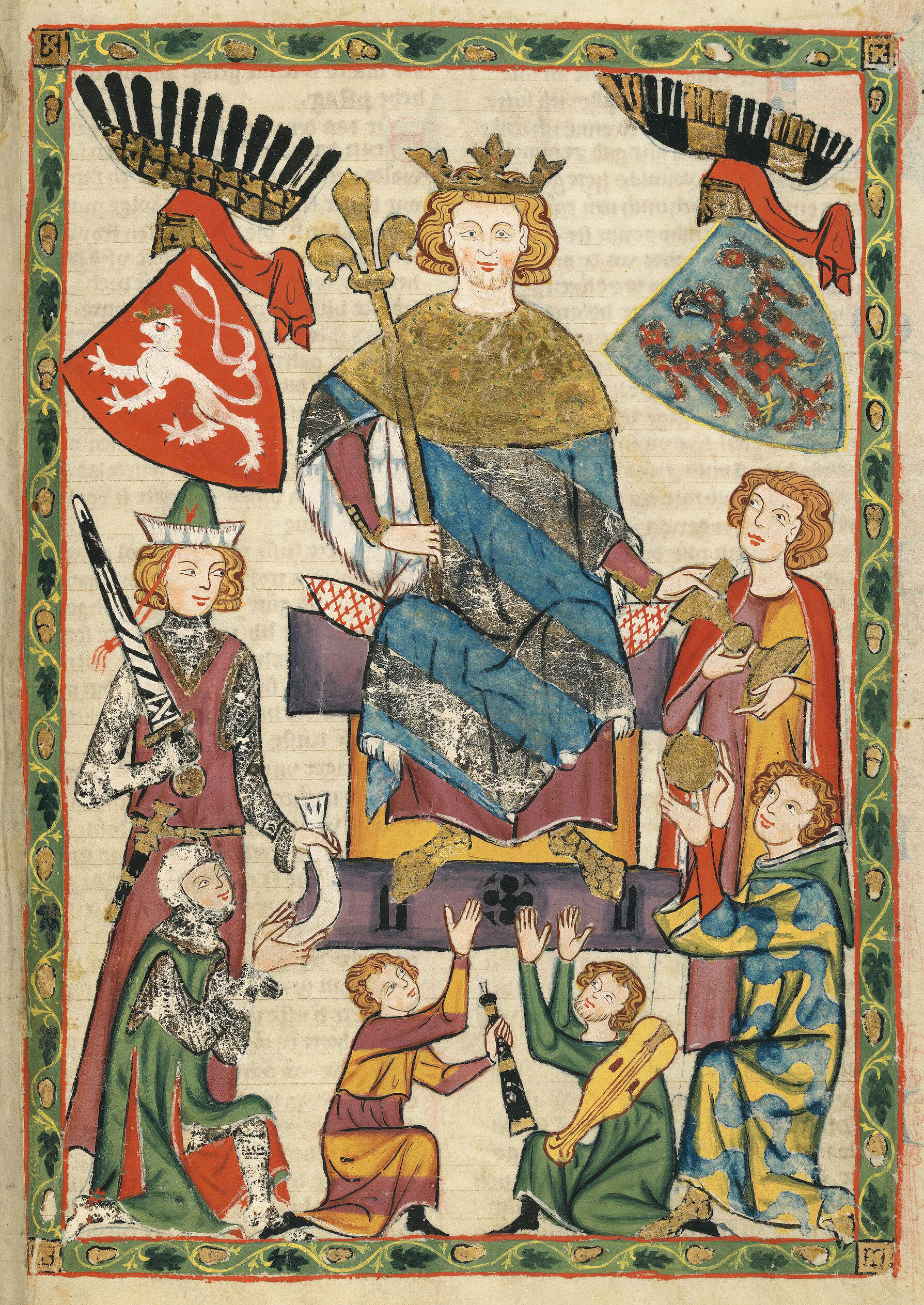
Król Wacław II czeski jako opiekun minnesingerów. Ilustracja z Codex Manesse.

Do najbardziej znanych minnesingerów należeli: Walther von der Vogelweide, Tannhäuser, Wolfram von Eschenbach, Herman Munch, Heinrich von Meißen zw. Frauenlob, Heinrich von Pressela (identyfikowany z Henrykiem Probusem). 
Ich pieśni zwane minnesang nawiązywały do francuskich ballad. Z minnesingerów wywodzili się późniejsi meistersingerzy.
Minnesang rozwijał się również na Śląsku i ziemiach czeskich. Jak podaje Piotr Gierowski,  król Czech i Polski Wacław II był nie tylko opiekunem minnesingerów, ale też jednym z nich. Prawdopodobnie minnesingerem był też książę wrocławski i krakowski Henryk IV Probus.
Wiersze minnesingerów w przekładzie na polski zawiera antologia: Minnesang. Niemiecka średniowieczna pieśń miłosna, przeł. i opr. Andrzej Lam (1997).

## Znani minnesingerzy

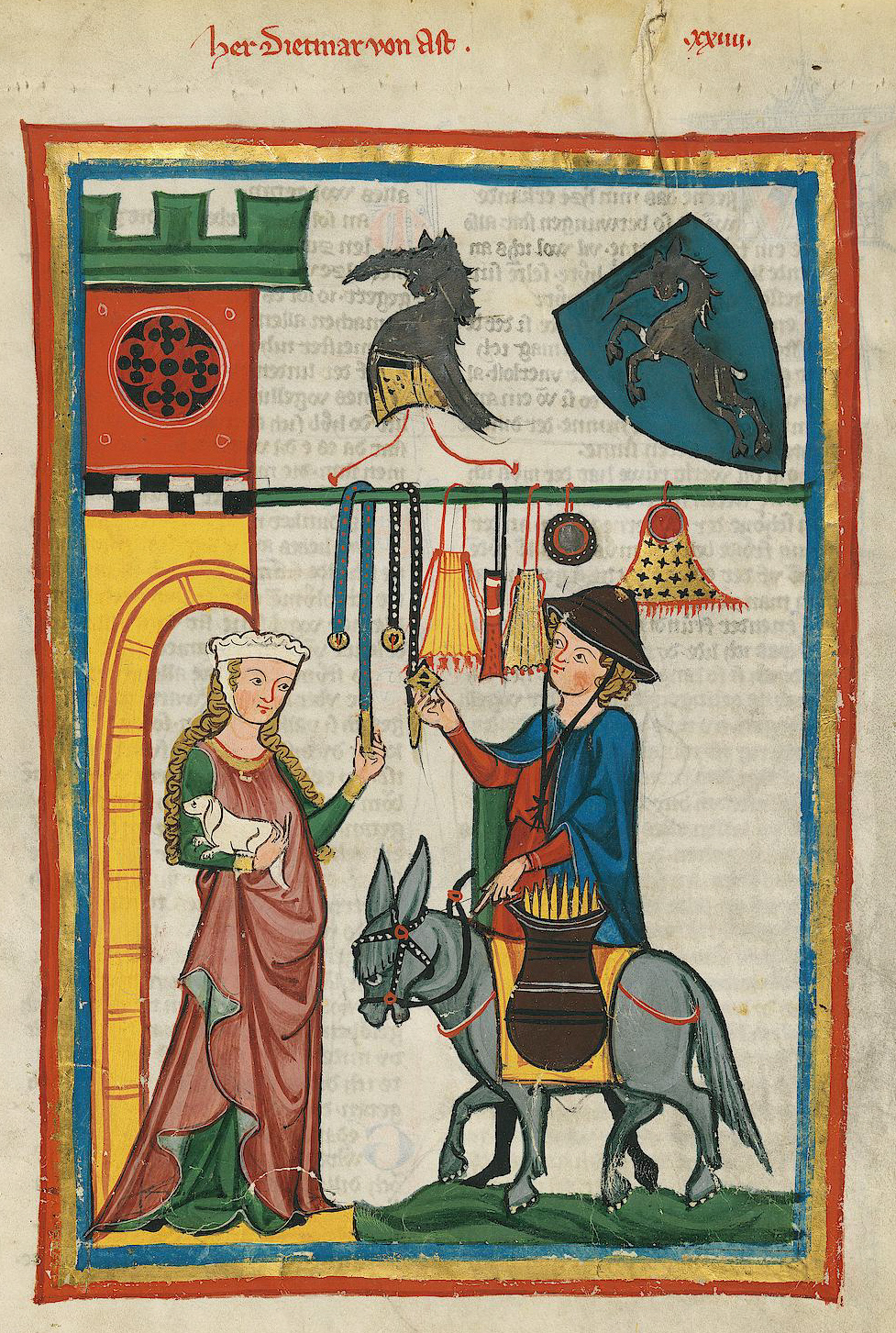
Dietmar von Aist, jeden z pierwszych minnesangerów, ilustracja z Codex Manesse

- Der Kürenberger
- Dietmar von Aist
- Heinrich von Veldeke
- Friedrich von Hausen
- Albrecht von Johansdorf
- Hartmann von Aue
- Heinrich von Morungen
- Reinmar
- Walther von der Vogelweide
- Wolfram von Eschenbach
- Otto von Botenlauben
- Neidhart
- Gottfried von Neifen
- Burkart von Hohenfels
- Tannhäuser
- Ulrich von Liechtenstein
- Konrad von Würzburg
- Heinrich von Meißen
- Johannes Hadlaub
- Hugo von Montfort
- Oswald von Wolkenstein
- Mnich z Salzburga